# Fontes Tamarici
Le Fonti Tamarici o Sorgenti Tamarici (latino: Fontes Tamarici; spagnolo Fuentes Tamáricas ) sono tre sorgenti situate dallo storico e geografo romano Plinio il Vecchio nella Cantabria classica, che dal XVIII secolo sono state individuate con la fonte di La Reana a Velilla del Río Carrión (Palencia), Spagna. Le prime notizie risalgono a Plinio, al tempo della conquista romana della Cantabria, dove si cita la particolarità del loro flusso intermittente che, quando si interrompeva, era interpretato come di cattivo presagio.
La fonte de La Reana è stata dichiarata Bien de Interés Cultural a partire dal 1961.

## Storia
I Tamarici, una delle tribù dei Cantabri, abitavano la zona dal III secolo a.C. e adoravano le acque e le fonti sacre. Non è noto l'anno esatto della loro costruzione, ma è chiaro che quando l'Impero romano conquistò la Cantabria nel 19 a.C., queste fonti attiravano già l'attenzione di molti. Lo sgorgare improvviso e l'inaspettato interrompersi delle acque, accompagnato dal rumore che precede il riempimento sottoterra, doveva essere questione di rispetto e di adorazione in quel periodo. Forse furono utilizzate come bagni, lavanderia e luogo di divinazione. È stato anche suggerito che il gruppo potrebbe essere dedicato a un dio delle acque, le cui previsioni si basavano sul ciclo di riempimento e svuotamento irregolare. Nel XIII secolo è stato costruito accanto un eremo dedicato a Giovanni Battista, per cristianizzare il luogo ed eliminare tutti i rapporti con riti pagani.

## Lamaledizionedi Plinio
Gli studi del naturalista e geografo Plinio il Vecchio sulle terre occupate dall'Impero Romano sono cruciali per la conoscenza e la posizione delle Fonti Tamarici. Nella sua Naturalis Historia (XXXI, 23-24) è dove allude alla loro  particolarità:
(Plinio il Vecchio. Naturalis historia, XXXI, 23-24)
Larzio Licinio era un grande sostenitore del lavoro di Plinio: con il suo intenso desiderio di conoscenza di nuove scoperte, ha visitato le sorgenti quando erano nella loro fase secca e morì dopo circa una settimana nel 70 della nostra era.